# Sint-Rumolduskapel (Gingelom)

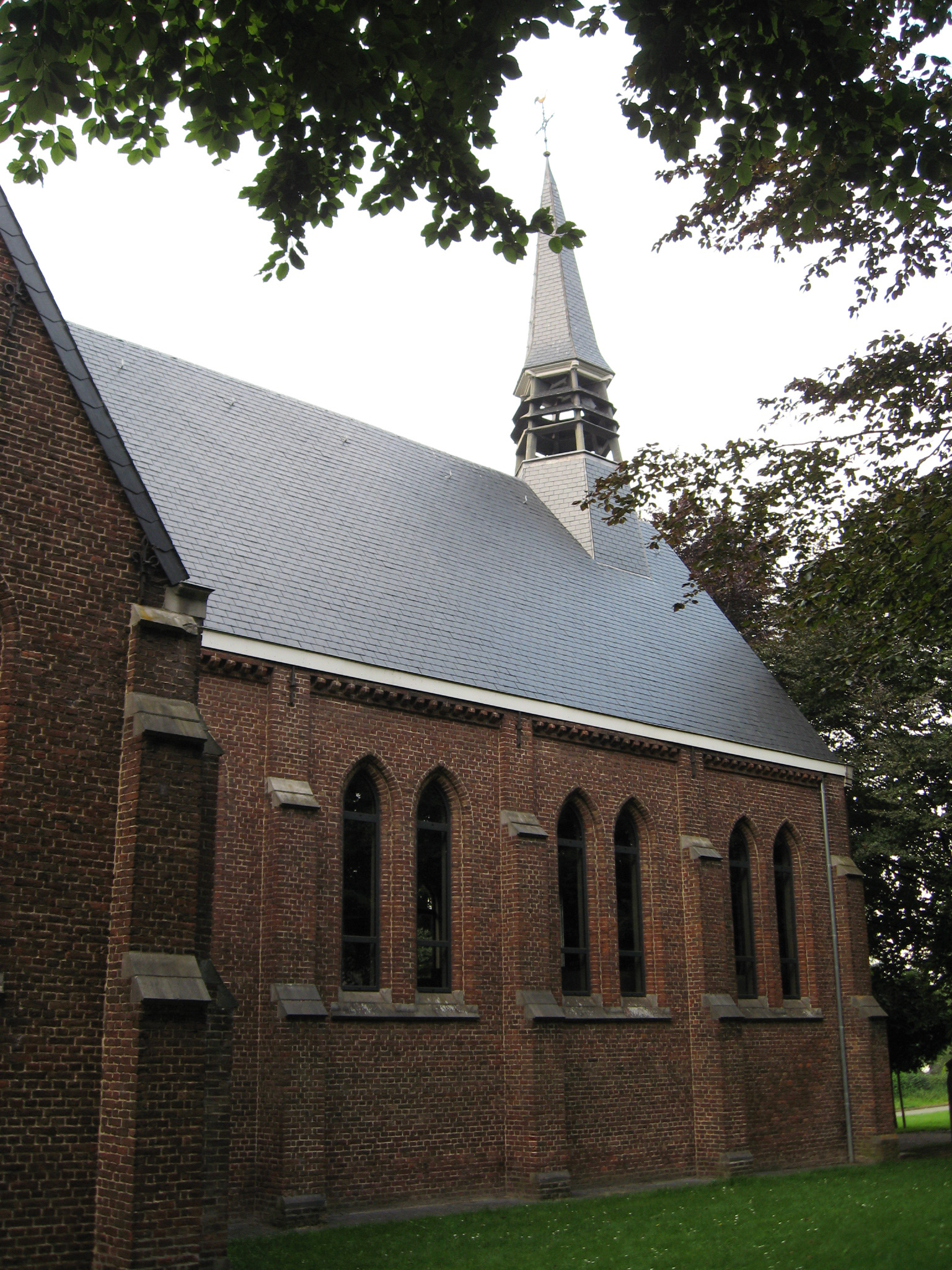
De Sint-Rumolduskapel van Klein-Vorsen, sinds 2005 omgevormd tot cultuurhuis

De Sint-Rumolduskapel is een voormalige kapel te Montenaken in de Limburgse gemeente Gingelom. De kapel is gelegen op het zuidelijke deel van de Groenplaats in het gehucht Klein-Vorsen.
De kapel is gebouwd in 1882 naar het ontwerp van architect Auguste Van Assche. De kapel is in neogotische stijl opgetrokken met bakstenen en een afwerking van arduin. Het gebouw is eenbeukig kerkje met vier traveeën en heeft verder een transept met één travee en een koor met twee traveeën en een vlakke sluiting. Ten noorden van het koor ligt de sacristie. De kapel wordt gedekt door een zadeldak met een dakruiter.
In 2005 werd de kapel omgebouwd tot cultuurhuis Den Dries.